# Stenalcidia inclinataria
Stenalcidia inclinataria là một loài bướm đêm trong họ Geometridae.